# Șiad, Arad
Șiad este un sat în comuna Craiva din județul Arad, Crișana, România.
Siadul este situat in partea de nord a judetului in apropiere de soseaua care leaga Beliul de Oradea.
Dupa iesirea din comuna Craiva de care satul Siad apartine din punct de vedere administrativ, un drum comunal care o ia in partea dreapta ne duce in Siad.
Este asezat pe valea paraului Maraus care izvoreste din culmile sud-vestice a le muntilor Codru Moma.
Prezenta lui Mihai Popovici Ramniceanu in anul 1761 in Siad, cand leaga un exemplar al "Cazaniei lui Varlaam" ne intareste convingerea ca exista in acea perioada o biserica, mai mult ca sigur construita din lemn.
Credem ca este vorba de biserica de lemn cu hramul "Adormirea Maicii Domnului" care in anul 1809 a fost impodobita cu pictura.

In anul 1938 aceasta a fost inlocuita cu una din zid care pastreaza hramul celei vechi.

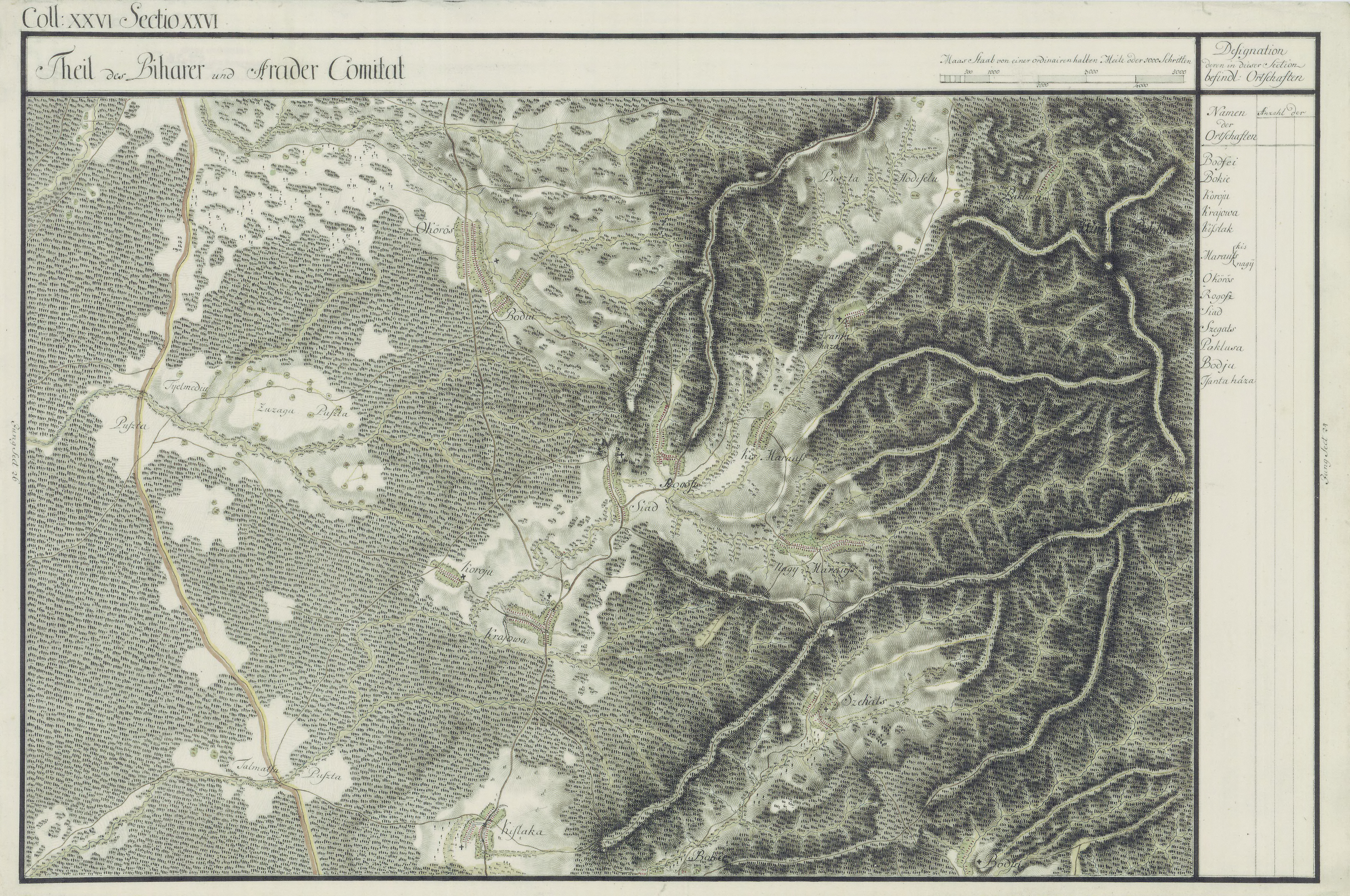
Șiad în Harta Iozefină a Comitatului Arad, 1782-85